# Werner Köhler (Verleger)
Werner Köhler (* 10. Januar 1956 in Trier) ist ein deutscher Schriftsteller und ein ehemaliger Verleger. Im Jahr 2000 verwirklichte er seine Idee des Literaturfests lit.Cologne, das er von 2001 bis 2020 mit seinen Partnern Rainer Osnowski und Edmund Labonté organisiert hatte.

## Leben
Köhler ist der Sohn eines Bäckermeisters in Wittlich. Sein Vater starb, als Köhler zwölf Jahre alt war; daraufhin lernte er, für die Familie zu kochen. Kurz vor dem Abitur brach er die Schule ab. Danach absolvierte er eine Lehre zum Buchhändler in Düren. Ab 1981 begann er für die Aachener Filiale der Mayerschen Buchhandlung zu arbeiten und stieg in dem Buchhandelsunternehmen nach mehreren Etappen schließlich zu einem der Hauptgeschäftsführer auf, der für Marketing, Expansion und Filialstruktur der Buchhandelskette zuständig war.
1999 erlitt er eine schwere gesundheitliche Erschöpfung (burn-out-Syndrom) und nach einer anschließenden Neuorientierung verließ er die sichere Stellung. Bei einer Unterhaltung mit seinem Freund Rainer Osnowski in einer Eisdiele nahm seine Idee eines Literaturfestivals konkrete Gestalt an. Gemeinsam mit Osnowski und Edmund Labonté rief Köhler im Jahr 2000 das internationale Literaturfestival lit.Cologne ins Leben und war bis 2020 einer der drei Geschäftsführer. Zugleich gründete er mit seinen zwei Partnern einen Verlag, der bis 2020 als Labonté Köhler Osnowski (LKO Verlagsgesellschaft) firmierte. Im Jahr 2020 schieden Werner Köhler und Rainer Osnowski aus dem Verlag aus.
Der „Gourmetkoch“ Köhler hatte von März 2002 bis Ende 2003 die wöchentliche Kochsendung Köhlers Kochzeit bei WDR Lokalzeit, die er nach 100 Folgen aus Zeitmangel einstellte. Daneben veröffentlichte er erste Kochbücher unter Pseudonym.
Durch sein „inzwischen zum Kultbuch avancierte“s Kochbuch Satt (2001) aufmerksam geworden, ermutigte ihn Kerstin Gleba, seit 2002 die Cheflektorin des Verlags Kiepenheuer & Witsch, auch als Schriftsteller zu arbeiten. 2004 erschien sein autobiografisch beeinflusster Entwicklungsroman Cookys. 2005 schloss sich der erste Band der Jerôme-Crinelli-Krimi-Reihe an. Weitere zehn Romane und Kriminalromane folgten. Den Roman Drei Tage im Paradies (2011) bezeichnete Köhler als sein vielleicht wichtigstes Buch. Diesen „Entwicklungsroman“ über einen Kriegsfotografen stellte sein Freund und Publizist Roger Willemsen 2011 mit ihm im Kölnischen Kunstverein vor.
Im Oktober 2017 enthüllte der Fernsehsender arte schrittweise Köhlers Pseudonym Yann Sola in der Reihe Mordsidyll. Krimis in der französischen Provinz. In der fünften Folge Banyuls-sur-mer mit Yann Sola stellt Krimiautor Friedrich Dönhoff Köhler als Yann Sola vor, dessen jüngste Krimi-Reihe im äußersten Südwesten Frankreichs spielt und die mit der Hauptfigur Perez einen charismatischen Kleinganoven und Hobby-Ermittler in den Mittelpunkt stellt.
Köhler zählte zu Roger Willemsens engsten Freunden, den er über die lit.Cologne kennengelernt hatte. Willemsen unterstützte seit 2002 mit Programmen und insgesamt 40 Abenden sowie in vielerlei Hinsicht das Kölner Literaturfest. So rettete er 2012 spontan einen Abend mit Karl Lagerfeld, der kurzfristig ein Gespräch mit Elke Heidenreich abgesagt hatte. Ohne Vorbereitung gelang es ihm, dass der belesene Modeschöpfer und sein Publikum einen interessanten Abend erleben konnten, was ihm Köhler hoch anrechnete. Zur Trauerfeier von Willemsen hielt Köhler eine Abschiedsrede und widmete ihm auf der lit.Cologne 2017 eine Lesung mit prominenten Künstlern aus dessen letztem Buch Wer wir waren.
Von seinem Freund und früheren Geschäftspartner Edmund Labonté wird Köhler als eine begeisterungsfähige Persönlichkeit beschrieben, der in der Lage sei, „Legionen von Zauderern mitzureissen, alle Bedenkenträger hinwegzufegen und die Sache gegen alle Widerstände durchzuziehen.“ Werner Köhler lebt in Köln-Altstadt-Süd und ist verheiratet.
Ende 2019 trat Köhler aus der Geschäftsführung der lit.Cologne und 2020 aus der LKO Verlagsgesellschaft aus. Er steht der Programmredaktion der lit.Cologne auch weiterhin als Berater zur Verfügung und möchte sich intensiver auf seine schriftstellerische Arbeit konzentrieren. Im Frühjahr 2022 erschien der Roman Die dritte Quelle, der auf den wahren Ereignissen der sogenannten Galápagos-Affäre aufbaut. Köhler sieht in diesem Buch eine Art inneren Zusammenhang zu seinem Roman Drei Tage im Paradies.

## Werke (Auswahl)

### Kriminalromane
Jerôme-Crinelli-Reihe
- Das Mädchen vom Wehr. Crinellis tödlicher Irrtum. Kiepenheuer & Witsch, Köln 2005, ISBN 3-462-03486-3.
- Crinellis kalter Schatten. Crinellis zweiter Fall. Kiepenheuer & Witsch, Köln 2008, ISBN 978-3-462-03984-9.
- Crinellis dunkle Erinnerung. Kiepenheuer & Witsch, Köln 2009, ISBN 978-3-462-04152-1.

Perez-Reihe (als Yann Sola)
- Tödlicher Tramontane. Ein Südfrankreich-Krimi. Kiepenheuer & Witsch, Köln 2016, ISBN 978-3-462-04868-1.
- Gefährliche Ernte. Ein Südfrankreich-Krimi. Kiepenheuer & Witsch, Köln 2017, ISBN 978-3-462-04869-8.
- Letzte Fahrt. Ein Südfrankreich-Krimi. Kiepenheuer & Witsch, Köln 2018, ISBN 978-3-462-05101-8.
- Johannisfeuer. Ein Südfrankreich-Krimi. Kiepenheuer & Witsch, Köln 2019, ISBN 978-3-462-05277-0.

### Romane
- Eine ganz normale Familie. Roman. Kiepenheuer & Witsch 2006, ISBN 3-462-03749-8.
- Drei Tage im Paradies. Roman. Kiepenheuer & Witsch, Köln 2011, ISBN 978-3-462-04301-3.
- Die dritte Quelle. Roman.  Kiepenheuer & Witsch, Köln 2022, ISBN 978-3-462-00114-3.[24]

Cookys-Zyklus
- Cookys. Roman. Kiepenheuer & Witsch, Köln 2004, ISBN 3-462-03352-2.
- Cookys Reise. Roman. Kiepenheuer & Witsch, Köln 2013, ISBN 978-3-462-04586-4.

### Kochbücher
- Das große Buch der kölschen Küche. Kiepenheuer & Witsch 2004, ISBN 3-462-03546-0.
- Satt. Das Kochbuch. 2. Auflage, Marix-Verlag, Wiesbaden 2005, ISBN 3-86539-027-7.
- Satt: Das zweite Kochbuch. LKO Verlagsgesellschaft, Köln 2022, ISBN 978-3-933357-74-8.

## Film
- Mordsidyll – Banyuls-sur-mer mit Yann Sola. Dokumentarfilm, Deutschland, 2017, 26:32 Min., Buch und Regie: Rieke Brendel und André Schäfer, Moderation: Friedrich Dönhoff, Produktion: Florianfilm, arte, ZDF, Reihe: Mordsidyll. Krimis in der französischen Provinz, Erstsendung: 13. Oktober 2017 bei arte, Inhaltsangabe von ARD.

## Radio
- Werner Köhler – ein Leben für die Literatur. Gespräch, Deutschland, 2022, 31:01 Min., Moderation: Jörg Thadeusz, Produktion: WDR 2, Reihe: Thadeusz, Ursendung: 8. Februar 2022, Internet-Audio von WDR 2, aufrufbar bis zum 8. Februar 2023.
- Schriftsteller Werner Köhler – Auf der Suche nach der inneren Wahrhaftigkeit. Gespräch, Deutschland, 2022, 35:55 Min., Moderation: Britta Bürger, Produktion: Deutschlandfunk Kultur, Erstsendung: 15. März 2022, Artikel mit Internet-Audio von DLF Kultur.